# Temporada 2021 de TCR Europe Touring Car Series
La temporada 2021 de TCR Europe Touring Car Series fue la sexta del TCR Europe Touring Car Series. La misma comenzó en el Slovakia Ring en mayo y finalizó en el Circuito de Barcelona-Cataluña en octubre.
Mikel Azcona ganó el título de pilotos por segunda ocasión y Sébastien Loeb Racing se llevó el de equipos por primera vez.

## Equipos y pilotos
Hankook es el proveedor oficial de neumáticos.

### TCR Europe
| Equipo                  | Auto                         | N.º | Piloto               | C | Rondas   |
| ----------------------- | ---------------------------- | --- | -------------------- | - | -------- |
| Lema Racing             | CUPRA León Competición TCR   | 3   | Giacomo Ghermandi    | R | 7        |
| RC2 Junior Team         | CUPRA León Competición TCR   | 5   | Rubén Fernández Gil  | D | 6        |
| RC2 Junior Team         | CUPRA León Competición TCR   | 19  | Felipe Fernández Gil | R | 7        |
| RC2 Junior Team         | CUPRA León Competición TCR   | 101 | Sergio López Bolotin | R | 6–7      |
| Comtoyou Racing         | Audi RS3 LMS TCR (2017)      | 8   | Nicolas Baert        | J | Todas    |
| Comtoyou Racing         | Audi RS3 LMS TCR (2017)      | 32  | Tom Coronel          |   | Todas    |
| Comtoyou Racing         | Audi RS3 LMS TCR (2017)      | 162 | Dušan Borković       |   | Todas    |
| Sébastien Loeb Racing   | Hyundai Elantra N TCR        | 10  | Niels Langeveld      |   | Todas    |
| Sébastien Loeb Racing   | Hyundai Elantra N TCR        | 25  | Sami Taoufik         | J | Todas    |
| Sébastien Loeb Racing   | Hyundai Elantra N TCR        | 44  | Felice Jelmini       |   | Todas    |
| Sébastien Loeb Racing   | Hyundai Elantra N TCR        | 250 | Mehdi Bennani        |   | Todas    |
| Brianmadsen Sport       | Peugeot 308 TCR              | 11  | Gustav Birch         | R | 3, 6     |
| VRC Team                | Audi RS3 LMS TCR (2017)      | 14  | Klim Gavrilov        | J | 1–6      |
| Volcano Motorsport      | CUPRA León Competición TCR   | 14  | Klim Gavrilov        | J | 7        |
| Volcano Motorsport      | CUPRA León Competición TCR   | 16  | Evgeni Leonov        |   | 1–4, 6–7 |
| Volcano Motorsport      | CUPRA León Competición TCR   | 96  | Mikel Azcona         |   | 1–2, 4–7 |
| Brutal Fish Racing Team | Honda Civic Type-R TCR (FK7) | 17  | Martin Ryba          | D | Todas    |
| Brutal Fish Racing Team | Honda Civic Type-R TCR (FK7) | 26  | Isidro Callejas      | R | Todas    |
| Brutal Fish Racing Team | Honda Civic Type-R TCR (FK7) | 62  | Jack Young           | J | Todas    |
| Team Clairet Sport      | Peugeot 308 TCR              | 20  | Teddy Clairet        |   | Todas    |
| Team Clairet Sport      | Peugeot 308 TCR              | 21  | Jimmy Clairet        |   | Todas    |
| Team Clairet Sport      | CUPRA León TCR               | 66  | Gilles Colombani     | D | Todas    |
| Team Clairet Sport      | CUPRA León TCR               | 77  | Sylvain Pussier      | D | Todas    |
| Janík Motorsport        | Hyundai i30 N TCR            | 24  | Jáchym Galáš         | R | Todas    |
| Janík Motorsport        | Hyundai i30 N TCR            | 70  | Maťo Homola          |   | Todas    |
| Horňák-Aditis           | Audi RS3 LMS TCR (2017)      | 38  | Petr Čížek           | D | 6        |
| Horňák-Aditis           | Audi RS3 LMS TCR (2017)      | 97  | Bartosz Groszek      | R | 6        |
| BTC Maszyny Racing      | Audi RS3 LMS TCR (2017)      | 53  | Łukasz Stolarczyk    | R | 5–6      |
| PSS Racing Team         | Honda Civic Type-R TCR (FK7) | 72  | Franco Girolami      |   | Todas    |
| PSS Racing Team         | Honda Civic Type-R TCR (FK7) | 110 | Viktor Davidovski    | D | 1–3, 5–7 |
| Trico WRT               | Hyundai i30 N TCR            | 81  | Damiano Reduzzi      | D | 6        |
| Zengő Motorsport        | CUPRA León Competición TCR   | 99  | Dániel Nagy          |   | 1        |

| Ícono | C                                          |
| ----- | ------------------------------------------ |
| R     | Eligible para el TCR Europe Rookie Trophy  |
| J     | Eligible para el TCR Europe Junior Trophy  |
| D     | Eligible para el TCR Europe Diamond Trophy |

### TCR BeNeLux
| Equipo                | Auto                    | N.º | Piloto          | Rondas |
| --------------------- | ----------------------- | --- | --------------- | ------ |
| Comtoyou Racing       | Audi RS3 LMS TCR (2017) | 8   | Nicolas Baert   | Todas  |
| Comtoyou Racing       | Audi RS3 LMS TCR (2017) | 32  | Tom Coronel     | Todas  |
| Comtoyou Racing       | Audi RS3 LMS TCR (2017) | 162 | Dušan Borković  | Todas  |
| Sébastien Loeb Racing | Hyundai Elantra N TCR   | 10  | Niels Langeveld | Todas  |

## Calendario
El calendario se anunció el 23 de diciembre de 2020 con siete rondas establecidas.
| Rnd. | Rnd. | Circuito                                         | Fecha            | Categorías soportadas                          |
| ---- | ---- | ------------------------------------------------ | ---------------- | ---------------------------------------------- |
| 1    | 1    | Slovakia Ring, Orechová Potôň, Eslovaquia        | 8 de mayo        | TCR Eastern Europe Trophy                      |
| 1    | 2    | Slovakia Ring, Orechová Potôň, Eslovaquia        | 9 de mayo        | TCR Eastern Europe Trophy                      |
| 2    | 3    | Circuito Paul Ricard, Le Castellet, Francia      | 29 de mayo       | GT World Challenge Europe Endurance Cup        |
| 2    | 4    | Circuito Paul Ricard, Le Castellet, Francia      | 30 de mayo       | GT World Challenge Europe Endurance Cup        |
| 3    | 5    | Circuito de Zandvoort, Zandvoort, Países Bajos   | 19 de junio      | GT World Challenge Europe Sprint Cup           |
| 3    | 6    | Circuito de Zandvoort, Zandvoort, Países Bajos   | 20 de junio      | GT World Challenge Europe Sprint Cup           |
| 4    | 7    | Circuito de Spa-Francorchamps, Spa, Bélgica      | 30 de julio      | GT World Challenge Europe Endurance Cup        |
| 4    | 8    | Circuito de Spa-Francorchamps, Spa, Bélgica      | 31 de julio      | GT World Challenge Europe Endurance Cup        |
| 5    | 9    | Nürburgring, Nürburg, Alemania                   | 4 de septiembre  | GT World Challenge Europe Endurance Cup        |
| 5    | 10   | Nürburgring, Nürburg, Alemania                   | 5 de septiembre  | GT World Challenge Europe Endurance Cup        |
| 6    | 11   | Autodromo Nazionale di Monza, Monza, Italia      | 25 de septiembre | International GT Open Campeonato Francés de F4 |
| 6    | 12   | Autodromo Nazionale di Monza, Monza, Italia      | 26 de septiembre | International GT Open Campeonato Francés de F4 |
| 7    | 13   | Circuito de Barcelona-Cataluña, Montmeló, España | 9 de octubre     | GT World Challenge Europe Endurance Cup        |
| 7    | 14   | Circuito de Barcelona-Cataluña, Montmeló, España | 10 de octubre    | GT World Challenge Europe Endurance Cup        |

## Resultados por carrera
| Rnd. | Rnd. | Circuito                       | Pole position   | Vuelta rápida   | Piloto ganador  | Equipo ganador        | Ganador TCR BeNeLux | Ganador TCR Trophy | Resultados |
| ---- | ---- | ------------------------------ | --------------- | --------------- | --------------- | --------------------- | ------------------- | ------------------ | ---------- |
| 1    | 1    | Slovakia Ring                  | Tom Coronel     | Mikel Azcona    | Mikel Azcona    | Volcano Motorsport    | Nicolas Baert       | Nicolas Baert      | Resultados |
| 1    | 2    | Slovakia Ring                  |                 | Mikel Azcona    | Mehdi Bennani   | Sébastien Loeb Racing | Tom Coronel         | Klim Gavrilov      | Resultados |
| 2    | 3    | Circuito Paul Ricard           | Teddy Clairet   | Felice Jelmini  | Teddy Clairet   | Team Clairet Sport    | Niels Langeveld     | Jack Young         | Resultados |
| 2    | 4    | Circuito Paul Ricard           |                 | Jack Young      | Jimmy Clairet   | Team Clairet Sport    | Tom Coronel         | Sami Taoufik       | Resultados |
| 3    | 5    | Circuito de Zandvoort          | Jack Young      | Tom Coronel     | Tom Coronel     | Comtoyou Racing       | Tom Coronel         | Jack Young         | Resultados |
| 3    | 6    | Circuito de Zandvoort          |                 | Franco Girolami | Franco Girolami | PSS Racing Team       | Niels Langeveld     | Isidro Callejas    | Resultados |
| 4    | 7    | Circuito de Spa-Francorchamps  | Felice Jelmini  | Mikel Azcona    | Mikel Azcona    | Volcano Motorsport    | Nicolas Baert       | Sami Taoufik       | Resultados |
| 4    | 8    | Circuito de Spa-Francorchamps  |                 | Klim Gavrilov   | Mikel Azcona    | Volcano Motorsport    | Niels Langeveld     | Isidro Callejas    | Resultados |
| 5    | 9    | Nürburgring                    | Isidro Callejas | Niels Langeveld | Mikel Azcona    | Volcano Motorsport    | Niels Langeveld     | Klim Gavrilov      | Resultados |
| 5    | 10   | Nürburgring                    |                 | Mikel Azcona    | Mikel Azcona    | Volcano Motorsport    | Niels Langeveld     | Jack Young         | Resultados |
| 6    | 11   | Autodromo Nazionale di Monza   | Franco Girolami | Mikel Azcona    | Franco Girolami | PSS Racing Team       | Tom Coronel         | Sami Taoufik       | Resultados |
| 6    | 12   | Autodromo Nazionale di Monza   |                 | Jack Young      | Maťo Homola     | Janík Motorsport      | Tom Coronel         | Jack Young         | Resultados |
| 7    | 13   | Circuito de Barcelona-Cataluña | Mikel Azcona    | Mikel Azcona    | Mikel Azcona    | Volcano Motorsport    | Nicolas Baert       | Sami Taoufik       | Resultados |
| 7    | 14   | Circuito de Barcelona-Cataluña |                 | Sami Taoufik    | Klim Gavrilov   | Volcano Motorsport    | Niels Langeveld     | Klim Gavrilov      | Resultados |

## Puntuaciones

### TCR Europe
| Pos.          | 1.º           | 2.º           | 3.º           | 4.º           | 5.º           | 6.º           | 7.º           | 8.º           | 9.º           | 10.º          | 11.º          | 12.º          | 13.º          | 14.º          | 15.º          |
| Clasificación | Clasificación | Clasificación | Clasificación | Clasificación | Clasificación | Clasificación | Clasificación | Clasificación | Clasificación | Clasificación | Clasificación | Clasificación | Clasificación | Clasificación | Clasificación |
| ------------- | ------------- | ------------- | ------------- | ------------- | ------------- | ------------- | ------------- | ------------- | ------------- | ------------- | ------------- | ------------- | ------------- | ------------- | ------------- |
| Pts.          | 10            | 9             | 8             | 7             | 6             | 5             | 4             | 3             | 2             | 1             |               |               |               |               |               |
| Carrera       |               |               |               |               |               |               |               |               |               |               |               |               |               |               |               |
| Pts.          | 40            | 35            | 30            | 27            | 24            | 21            | 18            | 15            | 13            | 11            | 9             | 7             | 5             | 3             | 1             |

#### Yokohama Trophy
| Pos.    | 1.º     | 2.º     | 3.º     | 4.º     | 5.º     | 6.º     | 7.º     | 8.º     | 9.º     | 10.º    |
| Carrera | Carrera | Carrera | Carrera | Carrera | Carrera | Carrera | Carrera | Carrera | Carrera | Carrera |
| ------- | ------- | ------- | ------- | ------- | ------- | ------- | ------- | ------- | ------- | ------- |
| Pts.    | 25      | 18      | 15      | 12      | 10      | 8       | 6       | 4       | 2       | 1       |

### TCR BeNeLux
| Pos.    | 1.º | 2.º | 3.º | 4.º | 5.º | 6.º | 7.º | 8.º | 9.º | 10.º | 11.º | 12.º | 13.º | 14.º | 15.º |
| Q1      | Q1  | Q1  | Q1  | Q1  | Q1  | Q1  | Q1  | Q1  | Q1  | Q1   | Q1   | Q1   | Q1   | Q1   | Q1   |
| ------- | --- | --- | --- | --- | --- | --- | --- | --- | --- | ---- | ---- | ---- | ---- | ---- | ---- |
| Pts.    | 10  | 9   | 8   | 7   | 6   | 5   | 4   | 3   | 2   | 1    |      |      |      |      |      |
| Q2      |     |     |     |     |     |     |     |     |     |      |      |      |      |      |      |
| Pts.    | 10  | 9   | 8   | 7   | 6   | 5   | 4   | 3   | 2   | 1    |      |      |      |      |      |
| Carrera |     |     |     |     |     |     |     |     |     |      |      |      |      |      |      |
| Pts.    | 40  | 35  | 30  | 27  | 24  | 21  | 18  | 15  | 13  | 11   | 9    | 7    | 5    | 3    | 1    |

## Clasificaciones

### TCR Europe

#### Campeonato de Pilotos
| Pos. | Piloto               | SVK  | SVK | LEC  | LEC | ZAN | ZAN | SPA  | SPA | NUR  | NUR | MNZ  | MNZ | BAR  | BAR | Pts. |
| ---- | -------------------- | ---- | --- | ---- | --- | --- | --- | ---- | --- | ---- | --- | ---- | --- | ---- | --- | ---- |
| 1    | Mikel Azcona         | 12   | 2   | 68   | 2   |     |     | 14   | 1   | 15   | 1   | 27   | 4   | 1    | WD  | 432  |
| 2    | Franco Girolami      | 126  | 3   | 79   | 5   | 57  | 1   | 57   | 7   | 2    | 2   | 1    | 19  | 17   | 5   | 353  |
| 3    | Niels Langeveld      | 4    | 21† | 45   | Ret | 49  | 2   | 8    | 5   | 3    | 4   | 10   | 14  | 6    | 4   | 295  |
| 4    | Tom Coronel          | 51   | 6   | 9    | 8   | 12  | Ret | 10   | 10  | 56   | Ret | 34   | 2   | 14   | WD  | 258  |
| 5    | Mehdi Bennani        | 610  | 1   | 182  | 6   | 125 | 6   | 2    | 9   | 11   | 14  | 21†  | 12  | 107  | 2   | 252  |
| 6    | Jimmy Clairet        | Ret  | 9   | 37   | 1   | 78  | 5   | 13   | 11  | 15   | 11  | 48   | 6   | 9    | 16  | 247  |
| 7    | Nicolas Baert        | 23   | 8   | 15   | 13  | 64  | 8   | 6    | 8   | 14   | 8   | 810  | 8   | 4    | 8   | 242  |
| 8    | Teddy Clairet        | Ret  | 14  | 1    | Ret | 16  | 13  | 78   | 3   | 4    | 7   | Ret  | 9   | 23   | 3   | 220  |
| 9    | Sami Taoufik         | 17   | Ret | Ret4 | 3   | 10  | 7   | 45   | 6   | 9    | 12  | 5    | 10  | 32   | 15  | 216  |
| 10   | Jack Young           | 11   | 11  | 56   | Ret | 21  | 9   | 18†  | 13  | 1710 | 3   | Ret2 | 3   | 8    | 12  | 205  |
| 11   | Isidro Callejas      | 188  | 7   | Ret  | 10  | 86  | 3   | 9    | 4   | 71   | 10  | Ret5 | 11  | 59   | DSQ | 204  |
| 12   | Dušan Borković       | 74   | 10  | 14   | 11  | 3   | 4   | 12   | 14  | 8    | 9   | 76   | 7   | DNS  | WD  | 192  |
| 13   | Maťo Homola          | DNS  | 12  | 11   | 9   | 13  | 11  | 143  | 2   | 10   | Ret | 69   | 1   | 13   | 7   | 186  |
| 14   | Felice Jelmini       | 89   | 13  | 23   | 7   | 17  | Ret | 31   | Ret | 13   | Ret | Ret3 | 5   | Ret  | 9   | 173  |
| 15   | Klim Gavrilov        | Ret7 | 4   | 13   | 15  | 9   | Ret | 1110 | 12  | 67   | 6   | 15   | 16  | 1110 | 1   | 164  |
| 16   | Viktor Davidovski    | 13   | 18  | 810  | 4   | 11  | 10  |      |     | 189  | 13  | 9    | 26  | 12   | 19  | 95   |
| 17   | Jáchym Galáš         | 16   | 16  | 12   | Ret | DSQ | 17  | Ret  | 16  | 128  | 5   | Ret  | 17  | 15   | 6   | 63   |
| 18   | Dániel Nagy          | 35   | 5   |      |     |     |     |      |     |      |     |      |     |      |     | 60   |
| 19   | Martin Ryba          | 10   | 15  | 16   | 16  | 14  | 12  | 15   | 15  | 16   | 15  | Ret  | Ret | 75   | Ret | 49   |
| 20   | Evgeni Leonov        | 9    | 17  | 10   | 12  | 15  | Ret | 17   | Ret |      |     | 13   | 15  | 16   | 17  | 38   |
| 21   | Sylvain Pussier      | 14   | 19  | 19   | 14  | 19  | 15  | Ret  | DNS | Ret  | 16  | 20   | 18  | 18   | 11  | 16   |
| 22   | Gilles Colombani     | 15   | 20  | 17   | 17  | 18  | 14  | 16   | 17  | 19   | 17  | 16   | 22  | DNS  | 10  | 15   |
| 23   | Bartosz Groszek      |      |     |      |     |     |     |      |     |      |     | 11   | 13  | WD   | WD  | 14   |
| 24   | Rubén Fernández Gil  |      |     |      |     |     |     |      |     |      |     | 12   | Ret |      |     | 7    |
| 25   | Sergio López Bolotin |      |     |      |     |     |     |      |     |      |     | Ret  | 20  | 20   | 13  | 5    |
| 26   | Damiano Reduzzi      |      |     |      |     |     |     |      |     |      |     | 14   | 21  |      |     | 3    |
| 27   | Felipe Fernández Gil |      |     |      |     |     |     |      |     |      |     |      |     | Ret  | 14  | 3    |
| -    | Gustav Birch         |      |     |      |     | 20  | 16  |      |     |      |     | 17   | 23  |      |     | 0    |
| -    | Łukasz Stolarczyk    |      |     |      |     |     |     |      |     | 20   | 18  | 18   | 25  |      |     | 0    |
| -    | Giacomo Ghermandi    |      |     |      |     |     |     |      |     |      |     |      |     | 19   | 18  | 0    |
| -    | Petr Čížek           |      |     |      |     |     |     |      |     |      |     | 19   | 24  | WD   | WD  | 0    |
| Pos. | Piloto               | SVK  | SVK | LEC  | LEC | ZAN | ZAN | SPA  | SPA | NUR  | NUR | MNZ  | MNZ | BAR  | BAR | Pts. |

| Color     | Resultado                                                               |
| --------- | ----------------------------------------------------------------------- |
| Oro       | Ganador                                                                 |
| Plata     | 2.ª plaza                                                               |
| Bronce    | 3.ª plaza                                                               |
| Verde     | Finalizó en los puntos                                                  |
| Azul      | Finalizó sin puntos                                                     |
| Azul      | NC - No clasificado                                                     |
| Violeta   | Ret - No terminó (Carrera)                                              |
| Rojo      | DNQ - No se clasificó                                                   |
| Negro     | DSQ - Descalificado                                                     |
| Blanco    | DNS - No empezó (carrera)                                               |
| Blanco    | WD - Retirado (fin de semana)                                           |
| Blanco    | C - Carrera cancelada                                                   |
| Sin color | DNP - Inscrito pero no participó                                        |
| Sin color | INJ - Lesionado                                                         |
| Sin color | EX - Excluido                                                           |
| Estado    | Resultado                                                               |
| Negrita   | Pole position                                                           |
| Cursiva   | Vuelta rápida                                                           |
| †         | Abandona, pero clasifica al completar el porcentaje requerido para ello |

##### Yokohama Trophy
| Pos. | Piloto               | C | SVK | SVK | LEC | LEC | ZAN | ZAN | SPA | SPA | NUR | NUR | MNZ | MNZ | BAR | BAR | Pts. |
| ---- | -------------------- | - | --- | --- | --- | --- | --- | --- | --- | --- | --- | --- | --- | --- | --- | --- | ---- |
| 1    | Nicolas Baert        | J | 1   | 3   | 5   | 4   | 2   | 3   | 2   | 3   | 5   | 4   | 2   | 2   | 2   | 3   | 219  |
| 2    | Sami Taoufik         | J | 8   | Ret | Ret | 1   | 5   | 2   | 1   | 2   | 3   | 6   | 1   | 3   | 1   | 9   | 190  |
| 3    | Jack Young           | J | 3   | 4   | 1   | Ret | 1   | 4   | 7†  | 5   | 7   | 1   | Ret | 1   | 5   | 6   | 179  |
| 4    | Isidro Callejas      | R | 9   | 2   | Ret | 3   | 3   | 1   | 3   | 1   | 2   | 5   | Ret | 4   | 3   | DSQ | 170  |
| 5    | Klim Gavrilov        | J | Ret | 1   | 4   | 6   | 4   | Ret | 4   | 4   | 1   | 3   | 7   | 6   | 6   | 1   | 168  |
| 6    | Viktor Davidovski    | D | 4   | 7   | 2   | 2   | 6   | 5   |     |     | 8   | 7   | 3   | 15  | 7   | 11  | 103  |
| 7    | Martin Ryba          | D | 2   | 5   | 6   | 7   | 7   | 6   | 5   | 6   | 6   | 8   | Ret | Ret | 4   | Ret | 98   |
| 8    | Jáchym Galáš         | R | 7   | 6   | 3   | Ret | DSQ | 10  | Ret | 7   | 4   | 2   | Ret | 7   | 8   | 2   | 94   |
| 9    | Gilles Colombani     | D | 6   | 9   | 7   | 8   | 8   | 7   | 6   | 8   | 9   | 10  | 8   | 11  | DNS | 4   | 61   |
| 10   | Sylvain Pussier      | D | 5   | 8   | 8   | 5   | 9   | 8   | Ret | DNS | Ret | 9   | 12  | 8   | 9   | 5   | 52   |
| 11   | Bartosz Groszek      | R |     |     |     |     |     |     |     |     |     |     | 4   | 5   |     |     | 22   |
| 12   | Rubén Fernández Gil  | D |     |     |     |     |     |     |     |     |     |     | 5   | Ret |     |     | 10   |
| 13   | Damiano Reduzzi      | D |     |     |     |     |     |     |     |     |     |     | 6   | 10  |     |     | 9    |
| 14   | Sergio López Bolotin | R |     |     |     |     |     |     |     |     |     |     | Ret | 9   | 11† | 7   | 8    |
| 15   | Gustav Birch         | R |     |     |     |     | 10  | 9   |     |     |     |     | 9   | 12  |     |     | 5    |
| 16   | Felipe Fernández Gil | R |     |     |     |     |     |     |     |     |     |     |     |     | Ret | 8   | 4    |
| 17   | Łukasz Stolarczyk    | R |     |     |     |     |     |     |     |     | 10  | 11  | 10  | 14  |     |     | 2    |
| 18   | Giacomo Ghermandi    | R |     |     |     |     |     |     |     |     |     |     |     |     | 10  | 10  | 2    |
| -    | Petr Čížek           | D |     |     |     |     |     |     |     |     |     |     | 11  | 13  | WD  | WD  | 0    |
| Pos. | Piloto               | C | SVK | SVK | LEC | LEC | ZAN | ZAN | SPA | SPA | NUR | NUR | MNZ | MNZ | BAR | BAR | Pts. |

| Color     | Resultado                                                               |
| --------- | ----------------------------------------------------------------------- |
| Oro       | Ganador                                                                 |
| Plata     | 2.ª plaza                                                               |
| Bronce    | 3.ª plaza                                                               |
| Verde     | Finalizó en los puntos                                                  |
| Azul      | Finalizó sin puntos                                                     |
| Azul      | NC - No clasificado                                                     |
| Violeta   | Ret - No terminó (Carrera)                                              |
| Rojo      | DNQ - No se clasificó                                                   |
| Negro     | DSQ - Descalificado                                                     |
| Blanco    | DNS - No empezó (carrera)                                               |
| Blanco    | WD - Retirado (fin de semana)                                           |
| Blanco    | C - Carrera cancelada                                                   |
| Sin color | DNP - Inscrito pero no participó                                        |
| Sin color | INJ - Lesionado                                                         |
| Sin color | EX - Excluido                                                           |
| Estado    | Resultado                                                               |
| Negrita   | Pole position                                                           |
| Cursiva   | Vuelta rápida                                                           |
| †         | Abandona, pero clasifica al completar el porcentaje requerido para ello |

#### Campeonato de Equipos
| Pos. | Equipo                  | SVK | SVK | LEC | LEC | ZAN | ZAN | SPA | SPA | NUR | NUR | MNZ | MNZ | BAR | BAR | Pts. |
| ---- | ----------------------- | --- | --- | --- | --- | --- | --- | --- | --- | --- | --- | --- | --- | --- | --- | ---- |
| 1    | Sébastien Loeb Racing   | 4   | 1   | 2   | 3   | 4   | 2   | 2   | 5   | 3   | 4   | 5   | 5   | 3   | 2   | 759  |
| 1    | Sébastien Loeb Racing   | 6   | 13  | 4   | 6   | 9   | 6   | 3   | 6   | 9   | 12  | 9   | 9   | 6   | 4   | 759  |
| 2    | Comtoyou Racing         | 2   | 6   | 9   | 7   | 1   | 4   | 5   | 8   | 5   | 8   | 3   | 2   | 4   | 8   | 605  |
| 2    | Comtoyou Racing         | 5   | 8   | 14  | 10  | 3   | 7   | 8   | 9   | 8   | 9   | 7   | 7   | 8   | WD  | 605  |
| 3    | Volcano Motorsport      | 1   | 2   | 6   | 2   | 12  | Ret | 1   | 1   | 1   | 1   | 2   | 4   | 1   | 1   | 562  |
| 3    | Volcano Motorsport      | 5   | 17  | 10  | 11  |     |     | 13  | Ret |     |     | 12  | 12  | 9   | 13  | 562  |
| 4    | Team Clairet Sport      | 14  | 9   | 1   | 1   | 6   | 5   | 6   | 3   | 4   | 7   | 4   | 6   | 2   | 3   | 542  |
| 4    | Team Clairet Sport      | 15  | 14  | 3   | 2   | 13  | 11  | 10  | 10  | 12  | 11  | 15  | 8   | 8   | 9   | 542  |
| 5    | PSS Racing Team         | 12  | 3   | 7   | 4   | 5   | 1   | 4   | 7   | 2   | 2   | 1   | 15  | 10  | 5   | 484  |
| 5    | PSS Racing Team         | 13  | 18  | 8   | 5   | 10  | 9   |     |     | 14  | 13  | 8   | 21  | 14  | 15  | 484  |
| 6    | Brutal Fish Racing Team | 10  | 7   | 5   | 9   | 2   | 3   | 7   | 4   | 7   | 3   | Ret | 3   | 5   | 10  | 481  |
| 6    | Brutal Fish Racing Team | 11  | 11  | 15  | 14  | 7   | 8   | 12  | 12  | 13  | 10  | Ret | 10  | 7   | Ret | 481  |
| 7    | Janík Motorsport        | 16  | 12  | 11  | 8   | 11  | 10  | 11  | 2   | 10  | 5   | 6   | 1   | 11  | 6   | 295  |
| 7    | Janík Motorsport        | DNS | 16  | 12  | Ret | DSQ | 13  | Ret | 13  | 11  | Ret | Ret | 14  | 13  | 7   | 295  |
| 8    | VRC Team                | Ret | 12  | 13  | 13  | 8   | Ret | 9   | 11  | 6   | 6   | 14  | 13  |     |     | 137  |
| 9    | Zengő Motorsport        | 3   | 5   |     |     |     |     |     |     |     |     |     |     |     |     | 61   |
| 10   | RC2 Junior Team         |     |     |     |     |     |     |     |     |     |     | 11  | 16  | 16† | 11  | 26   |
| 10   | RC2 Junior Team         |     |     |     |     |     |     |     |     |     |     | Ret | Ret | Ret | 12  | 26   |
| 11   | Horňák-Aditis           |     |     |     |     |     |     |     |     |     |     | 10  | 11  |     |     | 20   |
| 11   | Horňák-Aditis           |     |     |     |     |     |     |     |     |     |     | 18  | 19  |     |     | 20   |
| 12   | Brianmadsen Sport       |     |     |     |     | 14  | 12  |     |     |     |     | 16  | 18  |     |     | 10   |
| 13   | Trico WRT               |     |     |     |     |     |     |     |     |     |     | 13  | 17  |     |     | 5    |
| 14   | Lema Racing             |     |     |     |     |     |     |     |     |     |     |     |     |     |     | 4    |
| 15   | BTC Maszyny Racing      |     |     |     |     |     |     |     |     | 15  | 14  | 17  | 20  |     |     | 4    |
| Pos. | Equipo                  | SVK | SVK | LEC | LEC | ZAN | ZAN | SPA | SPA | NUR | NUR | MNZ | MNZ | BAR | BAR | Pts. |

| Color     | Resultado                                                               |
| --------- | ----------------------------------------------------------------------- |
| Oro       | Ganador                                                                 |
| Plata     | 2.ª plaza                                                               |
| Bronce    | 3.ª plaza                                                               |
| Verde     | Finalizó en los puntos                                                  |
| Azul      | Finalizó sin puntos                                                     |
| Azul      | NC - No clasificado                                                     |
| Violeta   | Ret - No terminó (Carrera)                                              |
| Rojo      | DNQ - No se clasificó                                                   |
| Negro     | DSQ - Descalificado                                                     |
| Blanco    | DNS - No empezó (carrera)                                               |
| Blanco    | WD - Retirado (fin de semana)                                           |
| Blanco    | C - Carrera cancelada                                                   |
| Sin color | DNP - Inscrito pero no participó                                        |
| Sin color | INJ - Lesionado                                                         |
| Sin color | EX - Excluido                                                           |
| Estado    | Resultado                                                               |
| Negrita   | Pole position                                                           |
| Cursiva   | Vuelta rápida                                                           |
| †         | Abandona, pero clasifica al completar el porcentaje requerido para ello |

### TCR BeNeLux

#### Campeonato de Pilotos
| Pos. | Piloto          | SVK | SVK | LEC | LEC | ZAN | ZAN | SPA | SPA | NUR | NUR | MNZ | MNZ | BAR | BAR | Pts. |
| ---- | --------------- | --- | --- | --- | --- | --- | --- | --- | --- | --- | --- | --- | --- | --- | --- | ---- |
| 1    | Nicolas Baert   | 1   | 2   | 4   | 3   | 4   | 3   | 1   | 2   | 4   | 2   | 3   | 3   | 1   | 2   | 571  |
| 2    | Niels Langeveld | 2   | 4†  | 1   | Ret | 3   | 1   | 2   | 1   | 1   | 1   | 4   | 4   | 1   | 2   | 561  |
| 3    | Tom Coronel     | 3   | 1   | 2   | 1   | 1   | Ret | 3   | 3   | 2   | Ret | 1   | 1   | 3   | WD  | 504  |
| 4    | Dušan Borković  | 4   | 3   | 3   | 2   | 2   | 2   | 4   | 4   | 3   | 3   | 2   | 2   | DNS | WD  | 463  |
| Pos. | Piloto          | SVK | SVK | LEC | LEC | ZAN | ZAN | SPA | SPA | NUR | NUR | MNZ | MNZ | BAR | BAR | Pts. |

| Color     | Resultado                                                               |
| --------- | ----------------------------------------------------------------------- |
| Oro       | Ganador                                                                 |
| Plata     | 2.ª plaza                                                               |
| Bronce    | 3.ª plaza                                                               |
| Verde     | Finalizó en los puntos                                                  |
| Azul      | Finalizó sin puntos                                                     |
| Azul      | NC - No clasificado                                                     |
| Violeta   | Ret - No terminó (Carrera)                                              |
| Rojo      | DNQ - No se clasificó                                                   |
| Negro     | DSQ - Descalificado                                                     |
| Blanco    | DNS - No empezó (carrera)                                               |
| Blanco    | WD - Retirado (fin de semana)                                           |
| Blanco    | C - Carrera cancelada                                                   |
| Sin color | DNP - Inscrito pero no participó                                        |
| Sin color | INJ - Lesionado                                                         |
| Sin color | EX - Excluido                                                           |
| Estado    | Resultado                                                               |
| Negrita   | Pole position                                                           |
| Cursiva   | Vuelta rápida                                                           |
| †         | Abandona, pero clasifica al completar el porcentaje requerido para ello |

#### Campeonato de Equipos
| Pos. | Equipo                | SVK | SVK | LEC | LEC | ZAN | ZAN | SPA | SPA | NUR | NUR | MNZ | MNZ | BAR | BAR | Pts. |
| ---- | --------------------- | --- | --- | --- | --- | --- | --- | --- | --- | --- | --- | --- | --- | --- | --- | ---- |
| 1    | Comtoyou Racing       | 1   | 1   | 2   | 1   | 1   | 2   | 1   | 2   | 2   | 2   | 1   | 1   | 1   | 2   | 1064 |
| 1    | Comtoyou Racing       | 3   | 2   | 3   | 2   | 2   | 3   | 3   | 3   | 3   | 3   | 2   | 2   | 3   | WD  | 1064 |
| 2    | Sébastien Loeb Racing | 2   | 4†  | 1   | Ret | 3   | 1   | 2   | 1   | 1   | 1   | 4   | 4   | 2   | 1   | 494  |
| Pos. | Equipo                | SVK | SVK | LEC | LEC | ZAN | ZAN | SPA | SPA | NUR | NUR | MNZ | MNZ | BAR | BAR | Pts. |

| Color     | Resultado                                                               |
| --------- | ----------------------------------------------------------------------- |
| Oro       | Ganador                                                                 |
| Plata     | 2.ª plaza                                                               |
| Bronce    | 3.ª plaza                                                               |
| Verde     | Finalizó en los puntos                                                  |
| Azul      | Finalizó sin puntos                                                     |
| Azul      | NC - No clasificado                                                     |
| Violeta   | Ret - No terminó (Carrera)                                              |
| Rojo      | DNQ - No se clasificó                                                   |
| Negro     | DSQ - Descalificado                                                     |
| Blanco    | DNS - No empezó (carrera)                                               |
| Blanco    | WD - Retirado (fin de semana)                                           |
| Blanco    | C - Carrera cancelada                                                   |
| Sin color | DNP - Inscrito pero no participó                                        |
| Sin color | INJ - Lesionado                                                         |
| Sin color | EX - Excluido                                                           |
| Estado    | Resultado                                                               |
| Negrita   | Pole position                                                           |
| Cursiva   | Vuelta rápida                                                           |
| †         | Abandona, pero clasifica al completar el porcentaje requerido para ello |